# Chubby Groove
Chubby Groove é um álbum de estúdio colaborativo do cantor japonês Koshi Inaba, do B'z, e do músico nativo estadunidense Stevie Salas. Foi lançado pela Vermillion Records em 18 de janeiro de 2017. O álbum estreou na segunda colocação da parada semanal da Oricon, além de alcançar a 44ª colocação na lista de álbuns mais vendidos da Billboard Japan em 2017 e a 47ª colocação na mesma lista da Oricon.
A canção "Overdrive" foi utilizada no Japão em um comercial do novo Porsche Panamera e "Trophy" foi a música-tema da Temporada de Tênis de 2017 da Wowow. "Aishi-Aisare" alcançou a 62ª colocação na parada Japan Hot 100 Singles, ficando por uma semana lá.

## Lista de faixas
Todas as letras escritas por Koshi Inaba, todas as músicas compostas por Stevie Salas, exceto "Blink", co-composta por Parthenon Huxley.
| 3:18           | |         |  |
| N.º            | Título | Duração |  |
| 1.             | "Sayonara River" (Rio do Adeus)                                                                                                 | 3:48    |  |
| 2.             | "Overdrive" (Dirigir Demais) | 3:12    |  |
| 3.             | "Wabisabi" | 3:14    |  |
| 4.             | "Aishi-Aisare" (Ame, Seja Amado)                                                                                                | 3:33    |  |
| 5.             | "シラセ (Shirase)" (Noticiário)                                                                                                 | 4:19    |  |
| 6.             | "Error Message" (Mensagem de Erro)                                                                                              | 3:52    |  |
| 7.             | "Nishi-Higashi" (Leste-Oeste)                                                                                                   | 3:18    |  |
| 8.             | "苦悩の果てのそれも答えのひとつ (Kunou no Hate no Sore mo Kotae no Hitotsu)" (O Que Tem no Fim da Agonia Também É uma Resposta) | 3:29    |  |
| 9.             | "Marie" | 3:29    |  |
| 10.            | "Blink" (Piscar) | 4:53    |  |
| 11.            | "My Heart Your Heart" (Meu Coração Seu Coração)                                                                                 | 3:49    |  |
| 12.            | "Trophy" (Troféu) | 4:35    |  |
| Duração total: | Duração total: | 45:31   |  |

## Créditos
- Koshi Inaba – vocais, letras, violão em "Sayonara River", tambor Pow wow e vocais de apoio em "Trophy"
- Stevie Salas – guitarra, composição, teclados em "Sayonara River" e "Error Message", vocais de apoio nas faixas 8, 10 e 12, bateria e percussão em "Blink" e "Trophy", tambor pow wow em "Trophy"

### Músicos adicionais
| Vocais de apoio - Bernard Fowler em "Shirase" e "Nishi-Higashi" - Luis Montalbert-Smith nas faixas 8, 10 e 12 - ao em "Marie" - Parthenon Huxley em "Blink" - Rob Lamothe, Taylor Hawkins, Adrian Harjo e Logan Staats em "Trophy" Guitarras adicionais - Nard Berings em "Aishi-Aisare" - Tim Palmer nas faixas 4, 6 e 10 - Federico Miranda em "Blink" Baixo - Armand Sabal-Lecco nas faixas 2, 3, 6 e 7 - Shawn Davis em "Shirase" e "Marie" - Juan Alderete em "Kunou no Hate no Sore mo Kotae no Hitotsu" - Abel Guier em "Blink" - Dorian Heartsong e Stuart Zender em "Trophy" | Bateria e percussão - Matt Sherrod nas faixas 1, 2, 3, 6, 7, 8 e 11, Glockenspiel em "My Heart Your Heart" - Mark Shulman em "Aishi-Aisare" - Massimo Hernandez e Matt Sorum em "Blink" - Taylor Hawkins em "Blink" e "Trophy", bateria de rock em "Trophy" - Steve Ferrone – bateria em "Shirase" - David Leach – percussão em "Shirase" - Denny Seiwell – percussão em "Nishi-Higashi" - Adrian Harjo e Logan Staats – tambor pow wow em "Trophy" Teclados - Amp Fiddler nas faixas 1, 2, 6, 8 e 9 - Hideyuki Terachi em "Sayonara River" e "Error Message" - Lou Pomanti nas faixas 5, 7, 9, 11 e 12 - Matt Sherrod em "Error Message" e "My Heart Your Heart" - Ricky Peterson em "Nishi-Hiashi" - Luis Montalbert-Smith e Tim Palmer em "Blink" Outros músicos - Hideyuki Terachi – programação de pré-produção - Nard Berings – tratamento eletrônico nas faixas 1, 3, 7 e 12, programação em "Aishi-Aisare" - Matt Sherrod – tratamento eletrônico em "Nishi Shigashi", programação - Lou Pomanti – tratamento eletrônico em "Blink" - Jean Marie Horvat – batimento cardíaco em "My Heart Your Heart" |

### Pessoal técnico
- Koshi Inaba – produção
- Stevie Salas – produção
- Tim Palmer – mixagem, engenharia
- Justin Shturtz – masterização
- Alberto Oritz – engenharia
- Erich Gobel – engenharia
- ET Thorngren – engenharia
- Hiroyuki Kobayashi – engenharia
- Mark Williams – engenharia
- Misha Pecheco – engenharia
- Rob Lamothe – engenharia
- Nardo Berings – engenharia
- Dorian Heartsong – engenharia
- Stuart Zender – engenharia
- Matt Sherrod – engenharia
- Lou Pomanti – engenharia